# Epitola goodi
Epitola goodi är en fjärilsart som beskrevs av Holland 1890. Epitola goodi ingår i släktet Epitola och familjen juvelvingar. Inga underarter finns listade i Catalogue of Life.